# DO-LUCK
Do-Luck（ドゥーラック）は、国産車を中心にエアロパーツや補強パーツ等を販売する車両チューニングメーカー。「DO-LUCK」の名前の由来は「道楽」と「ドラッグレース」の言葉を掛けあわせたもの。